# Smile a Little Smile for Me
«Smile a Little Smile for Me» es una canción interpretada por la banda británica de bubblegum pop The Flying Machine. La canción fue escrita por Tony Macaulay y Geoff Stephens, y producida por Macaulay.
La canción fue publicada como el sencillo debut de la banda en abril de 1969 por Pye Records en el Reino Unido, y en junio de 1969 por Congress Records en los Estados Unidos.

## Recepción de la crítica
En una reseña de la canción de AllMusic, el crítico Stewart Mason escribió: “Dada su melodía de ensueño y su arreglo discreto, basado en guitarras acústicas resonantes y una trompeta apagada y con un coro deliciosamente lúgubre, parece obvio en retrospectiva que la canción sería un éxito, pero Macaulay y Stephens no pusieron mucho esfuerzo en elaborar un [sencillo de] seguimiento”.
El sitio web Real Gone describió la canción como “un número de tempo medio cargado de armonías. Con ecos de varias bandas fáciles de escuchar fusionadas con el pop ligero de The Marmalade, llena un par de minutos muy agradables con un sonido profundo de piano eléctrico que proporciona una fuerte columna vertebral”.

## Posicionamiento

### Gráfica semanal
| Gráfica (1969–70)                             | Pico de posición |
| --------------------------------------------- | ---------------- |
| Australia (Kent Music Report)                 | 51               |
| Canadá (RPM Top Singles)                      | 4                |
| Canadá (RPM Adult Contemporary)               | 6                |
| Estados Unidos (Billboard Hot 100)            | 5                |
| Estados Unidos (Billboard Adult Contemporary) | 6                |
| Estados Unidos (Cashbox Top 100)              | 5                |
| Sudáfrica (Springbok Radio)                   | 18               |

### Gráfica de fin de año
| Gráfica (1969)                     | Pico de posición |
| ---------------------------------- | ---------------- |
| Canadá (RPM Top Singles)           | 64               |
| Estados Unidos (Billboard Hot 100) | 76               |
| Estados Unidos (Cashbox Top 100)   | 68               |

## Certificaciones y ventas
| País                  | Certificación | Ventas  |
| --------------------- | ------------- | ------- |
| Estados Unidos (RIAA) | Oro           | 500,000 |